# Athripsodes corrivalis
Athripsodes corrivalis är en nattsländeart som först beskrevs av Barnard 1934.  Athripsodes corrivalis ingår i släktet Athripsodes och familjen långhornssländor. Inga underarter finns listade i Catalogue of Life.